# Santa Cruz de Moncayo
Santa Cruz de Moncayo es un municipio español de la provincia de Zaragoza, comunidad autónoma de Aragón. Tiene un área de 4,02 km², con una población de 130 habitantes (INE 2016) y una densidad de 32,34 hab/km².

## Demografía
Santa Cruz de Moncayo cuenta con una población de 124 habitantes (INE 2024).
| Gráfica de evolución demográfica de Santa Cruz de Moncayo entre 1842 y 2021                                         |
| |
| Población de derecho según los censos de población del INE Población de hecho según los censos de población del INE |

## Administración y política
| Período    | Alcalde                    | Partido |  |
| ---------- | -------------------------- | ------- |  |
| 1979-1983  | Pedro Lucidio Val Magallón | UCD     |  |
| 1983-1987  |                            | PAR     |  |
| 1987-1991  |                            | PAR     |  |
| 1991-1995  |                            | PSOE    |  |
| 1995-1999  |                            | PSOE    |  |
| 1999-2003  |                            | PP      |  |
| 2003-2007  |                            | PP      |  |
| 2007-2011  | Alberto Val Ducar          | PP      |  |
| 2011-2015  | Alberto Val Ducar          | PP      |  |
| 2019- 2023 | Alberto Val Ducar          | PP      |  |

| Partido político    | Partido político                                                    | 1979   | 1983   | 1987   | 1991   | 1995   | 1999   | 2003   | 2007   | 2011   | 2015   | 2019   |
| Partido político    | Partido político                                                    | Ediles | Ediles | Ediles | Ediles | Ediles | Ediles | Ediles | Ediles | Ediles | Ediles | Ediles |
|                     | Partido Popular de Aragón (PP)                                      | —      | —      | —      | 0      | 0      | 4      | 4      | 4      | 4      | 4      | 5      |
|                     | Partido de los Socialistas de Aragón (PSOE-Aragón)                  | —      | —      | —      | 3      | 4      | 1      | 1      | 1      | 1      | 1      | 0      |
|                     | Chunta Aragonesista (CHA)                                           | —      | —      | —      | —      | —      | —      | —      | 0      | 0      | —      | —      |
|                     | Partido Aragonés (PAR)                                              | —      | 5      | 5      | 2      | 1      | —      | —      | 0      | 0      | —      | —      |
|                     | Izquierda Unida (IU)                                                | —      | —      | —      | —      | —      | —      | —      | 0      | —      | —      | —      |
|                     | Unión de Centro Democrático (UCD)-Centro Democrático y Social (CDS) | 5      | —      | 0      | —      | —      | —      | —      | —      | —      | —      | —      |
|                     | Partido Comunista de España (PCE)                                   | —      | 0      | —      | —      | —      | —      | —      | —      | —      | —      | —      |
|                     | Organización Revolucionaria de Trabajadores (ORT)                   | 0      | —      | —      | —      | —      | —      | —      | —      | —      | —      | —      |
| Total de concejales | Total de concejales                                                 | 5      | 5      | 5      | 5      | 5      | 5      | 5      | 5      | 5      | 5      | 5      |

## Fiestas
- Santa Bárbara, el 4 de diciembre
- San Antón, el 14 de enero
- Fiestas de Mayo
- Feria de los Alfareros